# Iwierzyce
Iwierzyce est une localité polonaise, siège de la gmina d'Iwierzyce, située dans le powiat de Ropczyce-Sędziszów en voïvodie des Basses-Carpates.